# 先天性肌肉病變
先天性肌肉病變是一種多數為遺傳性，而出生時或青少年期發生的肌肉疾病，其分先天性肌肉營養不良及非進行性先天性肌肉病變。此項病變已達40餘種變化。
其發生率為按各種不同變種而不同。
遺傳方面，其遺傳方式為亦是按各種不同變種而不同。